# Налоговая система Канады
Налоговая система Канады — система налогов и сборов, установленных в Канаде, а также совокупность принципов, форм и методов их взимания. Канадская налоговая система состоит, главным образом, из подоходного налога с физических лиц и обществ, а также из налога на потребление. Подоходный налог регламентируется федеральным Законом о подоходном налоге. Налог на потребление регламентируется Законом об акцизном сборе. Взимание налогов и управление федеральными налоговыми законами закреплены за Налоговой службой Канады — агентством Министерства налогов и сборов Канады.
Провинции и территории также имеют свою налоговую систему. Касающиеся подоходного налога провинциальные налоговые законы в основном отражают федеральный закон, а взимание налогов доверено Налоговой службе Канады. Квебек является единственной провинцией, имеющей полноценный закон о подоходном налоге (Закон о налогах), хотя он и скопирован большей частью с федерального закона. Провинция Квебек сама собирает свои налоги и сборы. Провинции Онтарио и Альберта, между тем, сами собирают свой налог на доходы обществ.

## Общие принципы подоходного налога

### Административные постановления

#### Общие сведения
Обязанность уплачивать подоходный налог основывается на понятии постоянного местожительства. При этом в соответствии с Законом о подоходном налоге канадским резидентом считается каждое лицо, проживающее в стране более 183 дней, Облагается налогом всемирный доход канадских резидентов, тогда как лицо-нерезидент уплачивает налог лишь с заработной платы, полученной в Канаде, предпринимательского дохода, относящегося к постоянно действующему в Канаде предприятию, и с доходов от капитальных вложений, реализованных при распоряжении облагаемым канадским имуществом.
Для физических лиц налоговый год обычно соответствует календарному году, то есть от 1 января до 31 декабря. Для обществ налоговый год обычно соответствует их финансовому году. Налоговый год охватывает период с 1 января по 31 декабря.
Физическое лицо должно представить свою декларацию о доходах не позднее 30 апреля после окончания налогового года (или до 15 июня, если это же физическое лицо владеет индивидуальным предприятием), по мере того как оно получает доход, подлежащий налогообложению. Общества, зарегистрированные в Канаде, обязаны представить декларацию о доходах не позднее чем через шесть месяцев после окончания их налогового года. В случае представления просроченной декларации или утаивания доходов могут применяться карательные меры.

#### История
В Канаде федеральный подоходный налог был установлен в 1917 на основании Закона о военном подоходном налоге. Этот закон был впоследствии заменён Законом о подоходном налоге, изданным в 1948. В 1952 этот закон был включён в общий пересмотр законодательства. В 1965 был представлен Отчёт Картера, разобравший канадский режим налогообложения во всей его глубине и предлагавший существенные изменения налоговой политики и соглашений по вопросам налогообложения между федеральным правительством и провинциями. Впоследствии закон подвергался многочисленным переделкам, в том числе реформе 1971, вводившей определённые рекомендации к Отчёту Картера. После этого Закон о подоходном налоге подвергается многочисленным ежегодным изменениям, о главных из которых объявляется министром финансов при внесении проекта бюджета.
Можно представить общие черты федерального закона о подоходном налоге, изложив нормы о налогоплательщиках и основные принципы их обязанностей и их дохода, подлежащего налогообложению.

### Применение к обществам
В соответствии с канадским правом, общества считаются юридическими лицами и облагаются налогом. По закону существует ряд категорий обществ, в частности:
1. частное общество;
2. частное общество под канадским контролем;
3. государственное общество.

Общий налоговый режим, а также налоговая ставка меняются в зависимости от вида общества.
Товарищества (договорные товарищества; точнее, полные товарищества и товарищества на вере) не являются юридическими лицами и, таким образом, не являются налогоплательщиками. Между тем, закон о подоходном налоге предусматривает, что товарищество должно рассчитывать свой доход, как если бы оно являлось юридическим лицом. Как только этот доход определяется, члены товарищества должны уплатить налог на часть дохода товарищества, которая им полагается.
Доверительная собственность не является ни лицом, ни налогоплательщиком. Между тем, закон предусматривает, что доверительная собственность будет считаться физическим лицом с целью установления подоходного налога. Доверительный управляющий отвечает за уплату этого налога.

### Расчёт облагаемого дохода
Закон различает доходы по их природе, или источнику. Таким образом, различают доход от оплачиваемой работы или службы (лишь применительно к физическим лицам), имущественный доход, предпринимательский доход и прирост капитала. Некоторые другие суммы включаются в доход просто в силу Закона. В принципе, доход, не происходящий ни от одного из этих источников, не подлежит налогообложению. В таком случае говорят о случайной прибыли (например, выигрыш в лотерее).
Подлежат налогообложению лишь 50 % доходов от капитала.
Доход от оплачиваемой работы или службы включает заработную плату и все выгоды, связанные с занятостью.
Доход от имущества или от предприятия, прежде всего, определяется как прибыль от имущества или предприятия. Эта прибыль определяется на основании существующих коммерческих принципов. В общем (но не всегда) эти принципы соответствуют общепризнанным принципам бухгалтерского учёта. Между тем, эта прибыль должна быть изменена, так чтобы соответствовать многочисленным особым правилам определения дохода, предусмотренным в Законе.
К числу имущественных доходов относятся проценты, дивиденды, арендная плата и плата за наём. Между тем, эти виды доходов могут относиться к предпринимательскому доходу, если они получены в условиях ведения хозяйства предприятия.
Расходы, произведённые для получения имущественного или предпринимательского дохода, включаются в себестоимость в той степени, в какой Закон устанавливает это.
Расходы на капитал в качестве капитальных затрат могут быть амортизированы и вычитаются в соответствии с правилами, предусмотренными в Законе по этому поводу.
Налогоплательщик, терпящий убыток в налоговом году, сможет перенести его на другой налоговый год и вычесть при расчёте своего облагаемого дохода. Существуют различные виды убытков, среди которых есть убытки капитала и иные убытки.
В определённых ситуациях Закон предусматривает освобождение от налога на прирост капитала, в частности освобождение от налога на прирост капитала, заключённого в акциях малых предприятий, с максимальным вычетом в 750 000 $. (Это касается лишь физических лиц, исключая доверительную собственность).
Закон различает собственно доход (обычно называемый чистым доходом) и облагаемый доход. Налог рассчитывается с облагаемого дохода. Облагаемый доход соответствует чистому доходу, над которым были произведены определённые коррективы. Так, облагаемый доход налогоплательщика соответствует его чистому доходу, рассчитанному за год, за вычетом сальдо иных убытков, понесённых в течение предыдущих налоговых периодов и перенесённых на данный налоговый год.

### Расчёт федеральных налогов
Подоходный налог с физических лиц рассчитывается посредством прогрессивных ставок. (Но: Лишь провинция Альберта приняла единую ставку для провинциального подоходного налога с физических лиц). Для сокращения суммы уплачиваемого налога могут использоваться определённые налоговые кредиты.

#### Прогрессивные ставки, применяемые на федеральном уровне с 2012
| Облагаемый доход                                 | Ставка |
| ------------------------------------------------ | ------ |
| до 42 707 $                                      | 15 %   |
| с суммы свыше 42 707 $ (от 42 707$ до 85 414 $)  | 22 %   |
| с суммы свыше 85 414$ ( от 85 414$ до 132 406 $) | 26 %   |
| с суммы свыше 132 406 $                          | 29 %   |

#### Ставки, применяемые к обществам
В отличие от физических лиц, общества имеют более сложную убывающую шкалу. Так, базовая ставка составляет 38 %. Однако с применением кредитов реальная ставка колеблется от 13 % до 22 %. Например, частное общество под канадским контролем, имеющее облагаемый доход менее 500 000 $, и постоянно действующее лишь в провинции Квебек предприятие могут получить кредит на 16 % и вычет с провинциального налога в размере 10 %.
К тому же, все общества облагаются дополнительным налогом в 4 %, добавляемым к базовой ставке после провинциального вычета, если таковой имеет место.
Общества, как и физические лица, облагаются федеральным подоходным налогом и подоходным налогом провинций, в которых они имеют постоянно действующие предприятия.

## Налоги на потребление
Налог на продукты и услуги, также известный по своему сокращению (НПУ),— это налог на добавленную стоимость, распределяющийся между федеральным бюджетом и бюджетами провинций и территорий. В зависимости от территории федеральная ставка составляет 5, 6, 7 %. Провинции и территории также применяют налог на потребление. В некоторых провинциях, например в Квебеке, речь идёт о налоге на добавленную стоимость, похожем на федеральный НПУ, но применяемом после (скрытый дополнительный налог). Другие провинции по-прежнему собирают простой налог с продаж.

## Налог на недвижимость
Муниципалитеты и школьные комиссии в Канаде обычно собирают налог на недвижимость. Муниципалитеты и школьные комиссии относятся к провинциальной юрисдикции, поэтому эти налоги взимаются на основании провинциальных законов.

## Особые предметы налогообложения

### Лица-нерезиденты и подоходный налог
Вообще говоря, лица-нерезиденты, получающие имущественный доход в Канаде, должны платить налог в 25 %, применимый к сумме нетто платежей, которые им произведены. Предусмотрено, что канадский плательщик должен сам произвести удержание налога с этих переводимых нерезидентам за границу платежей. Эта ставка может быть сокращена на основании условий международного налогового соглашения. В некоторых случаях выплаты дивидендов теперь предусмотрено, что никакой налог не будет ни удерживаться, ни подлежать уплате.
Кроме имущественных доходов, получаемых из Канады, существует три ситуации, обязывающие лицо-нерезидента уплатить налог в Канаде:
1. получение заработной платы в Канаде;
2. распоряжение определённым имуществом, именуемым «канадское облагаемое имущество»;
3. ведение хозяйства на постоянно действующем предприятии.

### Смерть и наследование
Налога на наследство не существует. Между тем, в момент своей смерти физическое лицо считается располагающим всем своим имуществом по рыночным ценам и наследство становится предметом налогообложения, с которого необходимо уплатить налог на произошедший прирост капитала.

### Освобождения
Определённые лица или образования в Канаде освобождаются от налогов. Это, например, иностранные государственные служащие на работе в Канаде, городские администрации, профессиональные союзы и общества, управляющие пенсионными фондами. Заработная плата, получаемая от исполнения обязанностей генерал-губернатора Канады также не подлежит налогообложению. Некоммерческие организации также освобождены от подоходного налога.

### Федеральные полномочия на расходование
В своей политической работе «Subventions fédérales-provinciales et le pouvoir de dépenser du Parlement canadien» П. Э. Трюдо утверждает, что полномочия на расходование являются компетенцией канадского Парламента, в силу которой ему разрешено расходовать средства в землях государств, для подданных которых он необязательно имеет полномочия издавать законы. Профессор Ф. Р. Скотт занимает позицию в пользу теории, основанной на королевской прерогативе осуществлять дарение. В свою очередь, Канадская коллегия адвокатов утверждает, что это полномочие основывается на статьях 91(3) и 102 Конституционного акта 1867. Наряду с этим, в своей статье «Spending power» Э. А. Дриджер предлагает теорию полномочий на расходование, основанную на статьях 102 и 106 Конституционного акта 1867, которые он сравнивает со статьёй 81 австралийской Конституции. Полномочия на расходование становятся предметом оживлённых дискуссий, так как о них не упомянуто в конституции. Провинциальная комиссия даже пустила в ход понятие налоговой неуравновешенности, что противоречит принципам налоговых полномочий, имеющим целью разрешение концентрации средств вместо их перераспределения.